# ライム・ライト (お笑いコンビ)
ライム・ライト（LIME LIGHT）は、かつて吉本興業に所属していたお笑いコンビ。

## メンバー
ライム中田（本名：別所清一 1963年9月28日 - ）
- 大阪府大阪市出身。
- 1985年 中田ボタンに入門。

ライト坂田（本名：大町浩 1960年7月15日 - ） 　　
- 岡山県出身。
- 坂田利夫に入門。

## 略歴
- 1986年、中田ボタン・坂田利夫の弟子同士でコンビを結成する。同年9月にうめだ花月で初舞台を踏み、当時は心斎橋筋2丁目劇場などで活躍していた。デビュー2年目の1988年には、朝日放送主催の「第9回ABC漫才・落語新人コンクール」（現：ABCお笑いグランプリ）・日本放送協会主催の「昭和63年度 NHK新人演芸コンクール」で賞を受賞し人気を獲得していた。その後コンビは解散して別所は「ライム中田」から「別所清一」に改名して吉本新喜劇に入団し、大町は芸能界引退後に大阪府内で「うんこちゃんの家具屋さん」という家具屋を2店舗営業していたが、親族に譲り、パレットハウスジャパンを興し、ヴィンテージ家具を製作している。

## 出演
テレビ
- 素敵!KEI-SHU5（1987年11月 - 1988年10月、関西テレビ/関西ローカル）
- '87ABC漫才・落語新人コンクール（1987年1月15日、朝日放送/関西ローカル「ABCホリデーワイド」）
- '88ABC漫才・落語新人コンクール（1988年1月15日、朝日放送/関西ローカル「ABCホリデーワイド」枠）
- 第18回NHK上方漫才コンテスト（1988年、NHK総合/関西ローカル）
- 第3回NHK新人演芸コンクール（1988年11月5日、NHK総合）
- 激笑トーク 紳助VS吉本ニューウェイブ -君はヨシモトを信じますか-（1988年8月26日、毎日放送/関西ローカル）
- ときめき歌謡族（朝日放送）

ラジオ
- ご町内カラオケ自慢（朝日放送ラジオ）

## 受賞歴
- 1988年 第9回ABC漫才・落語新人コンクール 審査員奨励賞
- 1988年 昭和63年度 NHK新人演芸コンクール 演芸部門優秀賞